# 堀著朝
堀 著朝（ほり あきとも、宝暦14年2月25日（1764年3月27日） - 文化12年12月24日（1816年1月22日））は、江戸時代中期から後期の大名で、越後椎谷藩第8代藩主。椎谷堀家11代。第6代藩主・堀直著の次男。正室はなし。通称は千之丞。官位は従五位下、式部少輔。
天明元年（1781年）、兄・直宣の急逝により家督を相続したが、次第に藩の財政が逼迫した。病弱のため、分家の堀直基が政務を代行した。しかし、米相場の高騰により蔵米を競争入札にかけたため、領内農民の一揆が勃発、数年にわたって農民の直訴と藩の弾圧が繰り返されることとなった。
このため、幕府が裁定に乗り出し評定を重ねた結果、寛政4年（1792年）に当時老中を務めていた三河西尾藩主・松平乗寛の弟（堀直起）を次期藩主とすることと著朝の隠居、領地の半分にあたる5000石の知行替えを命じられた。著朝は同年、直起に家督を譲って隠居した。文化12年（1815年）死去した。

## 系譜
父母
- 堀直著（実父）
- 堀直宣（養父）

養子
- 堀直起 ー 松平乗祐の七男